# Ladies Asian Golf Tour 2008
De Ladies Asian Golf Tour 2008 was het vierde seizoen van de Ladies Asian Golf Tour. Het seizoen begon met het Thailand Ladies Open, in februari 2008, en eindigde met het Suzhou Taihu Ladies Open, in maart 2006. Er stonden vier toernooien op de kalender.

## Kalender
| Data  | Data  | Toernooi                 | Stad         | Winnaar             | Score | Score | Info           |
| ----- | ----- | ------------------------ | ------------ | ------------------- | ----- | ----- | -------------- |
| 20-02 | 22-02 | Thailand Ladies Open     | Samutprakarn | Pornanong Phatlum   | 208   | –8    |                |
| 26-03 | 28-03 | DLF Women's Indian Open  | New Delhi    | Pornanong Phatlum   | 212   | –4    |                |
| 11-09 | 13-09 | Binhai Open              | Sjanghai     | Seo Hee-kyung       | 207   | –9    |                |
| 31-10 | 02-11 | Suzhou Taihu Ladies Open | Jiangsu      | Annika Sörenstam po | 203   | –13   | Nieuw toernooi |

| po = winnares na play-off |